# Стрижень (притока Коропця)
Стрижень — річка в Україні, тече територією Коропського району Чернігівської області, ліва притока Коропця (басейн Дніпра). 
Довжина Стрижня — 38 км.

## Джерело
- Чернігівщина:Енциклопедичний довідник, К.: УРЕ і м. М. П. Бажана, 1990. — с. 784
- Словник гідронімів України — К.: Наукова думка, 1979. — С. 533 (Стрижень № 3)
- Маштаков П. Л. Список рек Днепровского бассейна. — СПб.: Тип. Имп. Академии наук, 1913. — С. 206.(рос.)

| Річка | Це незавершена стаття про річку. Ви можете допомогти проєкту, виправивши або дописавши її. |